# Liste der Burgen und Schlösser des Hochstifts Speyer
Diese Liste beinhaltet Burgen, Festungen und Schlösser des historischen Hochstifts Speyer im Heiligen Römischen Reich. Das Territorium des Hochstifts erstreckte sich als Flickenteppich über die heutigen Bundesländer Baden-Württemberg, Hessen, Rheinland-Pfalz und das französische Elsass.

## Erläuterung zur Liste
Bauwerke ohne Artikel sind als Rotlink sichtbar, dann sind aber die wichtigsten Daten in der entsprechenden Zeile aufgeführt. Interessante Besonderheiten sind am Ende in einem eigenen Abschnitt aufgeführt.
- Name: Nennt den bekanntesten Namen des Bauwerkes als Burg, Festung oder Schloss. Der heutige und weitere Namen sind in den Artikeln benannt.
- Ort: Zeigt an, in welcher Gemeinde das Bauwerk steht oder stand bzw. in welcher Gemarkung es liegt. Die vorgestellte Flagge zeigt das Bundesland oder die französische Region an.
- Typ: Gibt den jeweiligen Bautypus an: Für Burgen meist nach ihrer geografischen Zuordnung.
- Bestand: Zeigt die Zugehörigkeit der Burgen zum historischen Territorium Hochstift Speyer an. Für das Baujahr oder die Zerstörung liegen oft nicht gesicherte Daten vor; hierzu geben die Artikel weitere Informationen.
- Verbleib und Erhaltungszustand: Gibt nähere Informationen über die Zerstörung oder der Übergang an ein anderes Territorium an; beschreibt ferner den heutigen Ist-Zustand der Burg oder Festung. Als „abgegangen“ wird eine Burg bezeichnet, wenn keine Reste mehr vorhanden sind
- Bild: Zeigt, wenn möglich, ein zutreffendes Foto, Bild oder Zeichnung des Bauwerkes, oder Ruine an. Teilweise sind nur noch Nachfolgebauten zu dokumentieren.

## Burgen, Festungen, Schlösser und Residenzen
Die Liste ist derzeit noch eine Auswahl und keinesfalls vollständig.
Hinweise:
Diese Liste ist sortierbar: durch Anklicken eines Spaltenkopfes wird die Liste nach dieser Spalte sortiert, zweimaliges Anklicken kehrt die Sortierung um. Durch das Anklicken zweier Spalten hintereinander lässt sich jede gewünschte Kombination erzielen.
Die Spalte Ort sortiert zuerst nach Bundesland und dann nach dem Ort.
| Name                       | Ort                | Funktion                                          | Bestand       | Verbleib und Erhaltungszustand                 | Bild                                     |
| -------------------------- | ------------------ | ------------------------------------------------- | ------------- | ---------------------------------------------- | ---------------------------------------- |
| Bischofspfalz              | Speyer             | Bischofsresidenz                                  | 1270–1689     | zerstört                                       | Bischofspfalz (links) um 1650, Speyer    |
| Bischofspfalz              | Speyer             | Bischofsresidenz                                  | 1703–1797     | zerstört                                       | Bischofspfalz 1765, Speyer               |
| Schloss Bruchsal           | Bruchsal           | Bischofsresidenz                                  | 1720–1803     | Museum, Gericht                                | Schloss Bruchsal                         |
| Hambacher Schloss          | Hambach            | Spornburg                                         | 1104–1688     | zerstört; wiederaufgebaut                      | Hambacher Schloss                        |
| Hinterburg (Alt-Schadeck)  | Neckarsteinach     | Spornburg                                         | 1100–1803     | 1630 zerstört; Ruine                           | Hinterburg bei Neckarsteinach            |
| Burg Hornberg              | Neckarzimmern      | Spornburg                                         | 1259–1464     | ab 1825 teilweise wieder instand gesetzt       | Burg Hornberg                            |
| Burg Kirrweiler            | Kirrweiler (Pfalz) | Wasserburg                                        | 1280–1689     | zerstört                                       | Plan von 1753                            |
| Schloss Kirrweiler         | Kirrweiler (Pfalz) | Wasserschloss                                     | 1720–ca. 1790 | Nebengebäude                                   | Fürstbischöfliche Schaffnerei, 1768      |
| Schloss Kislau             | Bad Schönborn      | Wasserburg                                        | 1721–1675     | schwer beschädigt; überbaut                    |                                          |
| Schloss Kislau             | Bad Schönborn      | Jagdschloss                                       | 1252–1803     | erhalten; Justizvollzugsanstalt                | Schloss Kislau                           |
| Lauterburger Schloss       | Lauterbourg        | Residenz                                          | –1678         | zerstört                                       |                                          |
| Bischofspalast Lauterbourg | Lauterbourg        | Residenz, Amtssitz                                | 1716–1789     | erhalten; Schulhaus                            | Bischofspalast Lauterbourg               |
| Madenburg                  | Eschbach           | Höhenburg                                         | 1516–1689     | zerstört; Ruine                                | Madenburg (Rekonstruktion)               |
| Burg Marientraut           | Hanhofen           | Wasserburg, Oberamt                               | 1414–1700     | zerstört                                       | Burg Marientraut (1630)                  |
| Burg Marientraut           | Hanhofen           | Wasserburg                                        | 1722–1794     | niedergebrannt; zerstört                       | Burg Marientraut (1722)                  |
| Burg Landeck               | Klingenmünster     | Bergfestung                                       | 1405–1709     | an Kurpfalz; Burgruine gut erhalten            | Burg Landeck                             |
| Schloss Udenheim           | Udenheim           | Schloss, Residenz                                 | 1371–1615     | zur Festung ausgebaut                          | Schloss Udenheim (1590)                  |
| Festung Philippsburg       | Philippsburg       | Festungsstadt                                     | 1623–1801     | geschleift und überbaut                        | Belagerung der Festung Philippsburg 1676 |
| Schloss Rauenberg          | Rauenberg          | Schloss, Amtssitz                                 | 1737–1803     | erhalten; Winzermuseum                         | Schloss Rauenberg                        |
| Schloss Deidesheim         | Deidesheim         | Wasserburg, später mit Schloss überbaut, Amtssitz | 1292–1794     | teilweise erhalten; mit Bürgerhäusern überbaut | Schloss Deidesheim                       |
| heutiger Bischofssitz      | Speyer             | Bischofssitz                                      | 1817–         | ehem. Vikarienhof                              | heutiger Bischofssitz, Speyer            |